# Kunsthaus Bregenz

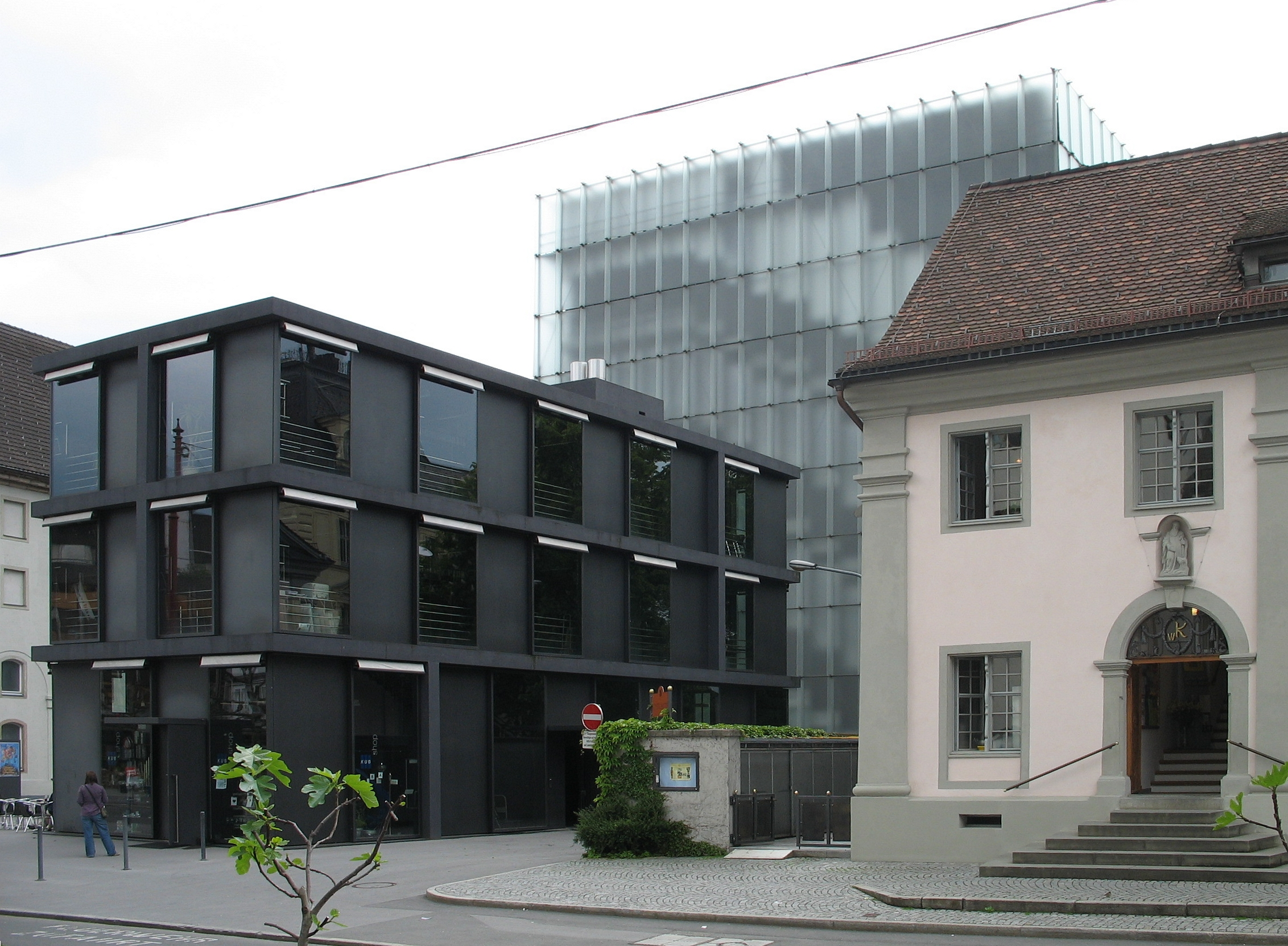
Kunsthaus Bregenz en 2006.

Le musée d'art de Brégence (en allemand : Kunsthaus Bregenz, abrégé en KUB) est un musée d'art situé à Brégence, la capitale administrative du Vorarlberg (land le plus occidental de l’Autriche) accueille des expositions temporaires d’artistes contemporains de renommée internationale. Le land du Vorarlberg chargea le célèbre architecte suisse, Peter Zumthor, de concevoir ce musée qui fut édifié de 1990 à 1997.

## Généralités
Le Kunsthaus Bregenz figure parmi les plus grands centres d’art européens concernant l’architecture et les événements, consacrés à l’art contemporain. La KUB-Arena au rez-de-chaussée et les trois étages de l’édifice offrent une surface d’exposition de 1 880 m2. Des artistes contemporains du monde entier y exposent leurs œuvres, créées souvent spécialement pour ce lieu. Le KUB abrite sa propre collection dont l’Archive Art et Architecture et l’Art contemporain autrichien sont les deux points forts. Depuis 2009, cette collection est enrichie par des œuvres présentées dans le cadre d’expositions temporaires.
Les expositions et projets présentés au Kunsthaus Bregenz constituent pas les seuls défis internationals. Par des projets réalisés au Vorarlberg même, le KUB revalorise aussi l’identité culturelle de la région. En témoignent par exemple l’œuvre de Gottfried Bechtold Signatur 02 sur le barrage de la Silvretta, celle de l’artiste américaine Jenny Holzer „Truth Before Power“ (2004) incluant la projection de textes grand format sur des monuments architecturaux et des sites naturels du Vorarlberg ou bien encore le projet paysager du sculpteur britannique Antony Gormley Horizon Field, réalisé d’août 2010 à avril 2012.
En plus de remarquables expositions présentées dans les espaces spécifiques du KUB, le visiteur pourra découvrir dans la KUB-Arena des projets axés sur l’interdisciplinarité et le processus créatif. Conçue comme une interface discursive entre l’architecture et l’œuvre, la KUB-Arena, située au rez-de-chaussée, se veut être une plateforme consacrée à l’art et à l’information.
Dans le cadre des expositions, le Kunsthaus propose un riche programme d’accompagnement. Il publie des ouvrages, des collections et des catalogues réalisés en étroite collaboration avec les artistes exposants et des graphistes de renom comme Walter Nikkels ou Stefan Sagmeister. En outre, des éditions spéciales publiées exclusivement pour le musée sont le fruit d’une coopération intense avec les artistes et leurs productions.

## Historique
L’inauguration du KUB s’est déroulée en juillet 1997 à l’occasion de l’exposition de l’artiste américain James Turrell. Edelbert Köb, le directeur fondateur, a dirigé le musée jusqu’en l’an 2000. Son successeur, Eckhard Schneider, a rempli cette fonction de 2000 à 2008. Depuis le 1er octobre 2009 c’est Yilmaz Dziewior qui est à la tête du Kunsthaus.

## Architecture
« Le Kunsthaus est mis en valeur par la lumière du lac de Constance. Il est constitué de panneaux de verre, d’acier et d’une masse de pierre en béton coulé qui confère à l’intérieur de l’édifice sa structure et son espace. Vu de l’extérieur, il a l’allure d’un diffuseur de lumière. Il absorbe la lumière changeante du ciel, la brume du lac et réfléchit lumières et couleurs tout en laissant pressentir quelque chose de sa vie intérieure selon l’angle de vue, le moment de la journée et les conditions météorologiques. »

— Peter Zumthor, architecte

« Protégé des regards extérieurs et d’apparence majestueuse, le cube en verre, situé sur les bords du lac de Constance, marque de son empreinte esthétique le Vorarlberg depuis dix ans. »

— NEUE ZÜRCHER ZEITUNG, 3 AOÛT 2007
Le Kunsthaus Bregenz a été réalisé par Peter Zumthor, architecte suisse de renommée internationale, lauréat du prix Pritzker d’architecture. En 1998, il reçoit le prix de l'Union européenne pour l'architecture contemporaine Mies van der Rohe pour la conception de cet édifice. Plusieurs fois primé, le KUB figure parmi les plus grandes réalisations muséales concernant l’architecture contemporaine et représente un très bel exemple du minimalisme. Conçu pour être baigné par la lumière du jour, ce bâtiment se distingue par sa façade singulière et par la conception de son espace sans compromis. En créant le Kunsthaus Bregenz, l’architecte suisse, Peter Zumthor, s’est engagé, selon ses propres dires, à accomplir la mission primaire d’un musée qui est d’accueillir des œuvres et des visiteurs pouvant admirer en toute tranquillité les objets exposés. Pour les artistes exposant dans le KUB, l’architecture devient alors un cadre réel et une impulsion conceptuelle pour leurs projets, principalement lorsqu’ils créent toute une série d’œuvres. Ainsi l’architecture devient-elle une plateforme indispensable au programme d’expositions international du KUB.

### Situation
Le KUB est un édifice moderne et imposant qui s’élève, solitaire, au centre de Bregenz, sur le front du lac de Constance et à proximité immédiate du Vorarlberger Landesmuseum (musée régional) et du Vorarlberger Landestheater (théâtre régional). Le Kunsthaus et le théâtre définissent ensemble un espace délimité par la vieille ville et le lac.

#### Façade
La façade du KUB consiste en panneaux de verre gravé rappelant le verre opalin. Ces panneaux, tous de taille identique, sont maintenus par des pinces de fixation. Ils habillent la façade ventilée et forment une peau diffusant la lumière qui permet de capter et de distribuer de façon optimale la lumière du jour vers les plafonds des salles d’exposition. À la tombée de la nuit, la lumière artificielle est projetée par des fenêtres bandeaux sur les panneaux de verre et dévoile ainsi la vie à l’intérieur de l’édifice. L’espace libre de la façade ventilée abrite l’équipement technique. Les artistes exposant dans le KUB ont parfois utilisé la peau externe de la façade pour y faire des projections et l’ont ainsi intégrée dans leurs installations artistiques. 

#### Salles
La matière imprègne les espaces intérieurs du KUB de façon significative. Le béton visible prédomine : aucun revêtement ne vient habiller les murs. Les sols et les escaliers sont en terrazzo poli, les murs et les plafonds en béton brut. Le rez-de-chaussée de l’édifice, couvrant presque 500 m2, est constitué d’un hall d’accueil avec sa billetterie et son point vente des catalogues, d’un vestiaire ainsi que de la KUB-Arena, espace d’exposition multifonctionnel. Le rez-de-chaussée – aux panneaux extérieurs en verre – souligne en trois endroits différents la structure portante constituée de trois murs de soutènement. D’une part, ces murs définissent les espaces d’exposition sur trois étages et, d’autre part, séparent l’espace proprement dit des zones d’accessibilité verticales (escaliers et escaliers de secours, ascenseur et monte-charge). L’emplacement uniforme des entrées et sorties crée un parcours de visite partant du rez-de-chaussée pour se poursuivre dans les salles des étages supérieurs. Ces dernières ne se distinguent que par leur hauteur de plafond et peuvent, selon l’exposition en cours, soit être utilisées comme une grande salle unique soit être librement divisées par des éléments amovibles. Les trois étages sont éclairés par le haut. Les plafonds des salles d’exposition sont constitués de panneaux en verre assemblés librement. Ces derniers distribuent la lumière du jour qui pénètre par les quatre faces de l’édifice, plus précisément par des fenêtres bandeau situées au-dessus du plafond suspendu. La source de lumière artificielle également placée au-dessus du plafond, complète ou remplace la lumière naturelle si nécessaire. Cependant ces différentes sources lumineuses restent toutes invisibles. L’esthétique des matières et des formes du rez-de-chaussée et des trois étages de l’édifice crée une unité propice aux installations artistiques. Deux niveaux en sous-sol complètent l’agencement spatial. Le premier niveau, éclairé en partie par la lumière du jour captée par un puits de lumière, abrite les toilettes, la salle de conférence et la salle pédagogique. Ces espaces sont séparés des aires interdites au public (ateliers et pièces réservées au personnel) par des briques en verre translucide. Le deuxième niveau héberge les archives, la réserve et le local technique. Il n’est pas ouvert au public.

#### Bâtiment administratif et café
Le bâtiment administratif est situé en proue du KUB, côté vieille ville. Sa façade noire prend en otage le regard du visiteur qu’il dirige vers le musée et son entrée. Ses dimensions sont adaptées à la taille plus petite des bâtiments et maisons du centre historique. Il se compose des bureaux administratifs ainsi que du café du KUB situé au rez-de-chaussée. Conséquent, Peter Zumthor nous révèle encore une fois sa volonté architecturale : le café, le bar et la cuisine sont conçus en béton noir visible. La création d’un bâtiment propre à ces aménagements indispensables à tout centre d’exposition, souligne bien la mission primaire de l’édifice principal.

## Expositions
| Année | Artiste | Exposition | Durée                             |
| ----- | --- | --- | --------------------------------- |
| 1997  | James Turrell | James Turrell | 26 juillet - 7 septembre          |
| 1997  | Diverse | Kunst in der Stadt 1 | 26 juillet - 7 septembre          |
| 1997  | Diverse | KünstlerInnen | 29 septembre - 30 novembre        |
| 1997  | Per Kirkeby | Personale: Malerei, Zeichnung, Skulptur | 6 décembre - 15 février 1998      |
| 1998  | Lois Renner | Lois Renner | 28 février - 13 avril             |
| 1998  | Diverse | Atlas Mapping: Künstler als Kartographen. Kartographie als Kultur | 28 février - 13 avril             |
| 1998  | Adrian Schiess | Malerei. Personale | 25 avril - 28 juin                |
| 1998  | Diverse | Räume der Kunst | 25 avril - 28 juin                |
| 1998  | Sepp Dreissinger | 66 Fotoportraits aus der Vorarlberger Kultur | 8 mai - 28 juin                   |
| 1998  | Diverse | Kunst in der Stadt 2 | 11 juillet - 20 septembre         |
| 1998  | Diverse | Lifestyle | 11 juillet - 20 septembre         |
| 1998  | Bechtold/Kalb/Neyer/Wacker | Werkschau | 3 octobre - 27 juin 1999          |
| 1998  | Rainer Ganahl | Rainer Ganahl | 10 octobre - 22 novembre          |
| 1998  | Erwin Bohatsch | Malerei | 28 novembre - 24 janvier 1999     |
| 1998  | Gerhard Merz | Dresden | 28 novembre - 24 janvier 1999     |
| 1999  | Ingeborg Strobl | Einige Gegenstände. Und Sonnenuntergang | 30 janvier - 5 avril              |
| 1999  | Erwin Wurm | one minute sculptures | 30 janvier - 5 avril              |
| 1999  | Devlin, Gursky & Höfer | Räume | 9 avril - 27 juin                 |
| 1999  | Ernst Strouhal & Heimo Zobernig | Der Katalog | 28 mai - 27 juin                  |
| 1999  | Wolfgang Laib | Personale | 10 juillet - 19 septembre         |
| 1999  | Diverse | Kunst in der Stadt 3 | 10 juillet - 19 septembre         |
| 1999  | Keith Sonnier | Environmental Works 1968-99 | 2 octobre - 28 novembre           |
| 1999  | Helmut Federle | Personale | 9 décembre - 6 février 2000       |
| 2000  | Peter Kogler | Personale | 19 février - 30 avril             |
| 2000  | Donald Judd | Farbe | 13 mai - 2 juillet                |
| 2000  | Diverse | LKW (Lebenskunstwerke) | 15 juillet - 17 septembre         |
| 2000  | Symposium Kunsthäuser | Architektur vs Kunst - Kunst vs Museum | 16 novembre - 18 novembre         |
| 2000  | Diverse | Museen für ein neues Jahrtausend | 3 octobre - 7 janvier 2001        |
| 2001  | Daniel Buren | Les Couleurs Traversées | 27 janvier - 18 mars              |
| 2001  | Olafur Eliasson | The mediated motion | 31 mars - 13 mai                  |
| 2001  | Günther Förg | FÖRG | 24 mai - 8 juillet                |
| 2001  | Jeff Koons | | 18 juillet - 16 septembre         |
| 2001  | Hiroshi Sugimoto | The Architecture of Time | 27 septembre - 6 janvier 2002     |
| 2002  | Douglas Gordon | | 17 janvier - 14 avril             |
| 2002  | Gilbert & George | | 28 avril bis 23 juin              |
| 2002  | Louise Bourgeois | Zeichnungen und Skulpturen-Drawings and Sculptures | 6 juillet - 15 septembre          |
| 2002  | Ruth Schnell | Territorism (KUB Fassade) | 12 juillet - 18 août              |
| 2002  | Pierre Huyghe | L'expédition scintillante | 28 septembre - 24 novembre        |
| 2002  | Doug Aitken | NEW OCEAN (a shifting exhibition) | 7 décembre - 26 janvier 2003      |
| 2003  | Mariko Mori | Wave UFO | 8 février - 23 mars               |
| 2003  | Gerhard Merz | fragmente bregenz 2003 | 12 avril - 22 juin                |
| 2003  | Franz West | We'll Not Carry Coals | 5 juillet - 14 septembre          |
| 2003  | Anish Kapoor | My Red Homeland | 27 septembre - 16 novembre        |
| 2003  | Diverse | Remind… | 30 novembre - 11 janvier 2004     |
| 2003  | Tone Fink | Carwalk | 6 décembre - 18 janvier 2004      |
| 2004  | Gary Hume | The Bird had a Yellow Beak | 24 janvier - 21 mars              |
| 2004  | Santiago Sierra | 300 Tonnen / 300 tons | 3 avril - 23 mai                  |
| 2004  | Jenny Holzer | Truth Before Power | 12 juin - 5 septembre             |
| 2004  | Thomas Demand | Phototrophy | 18 septembre - 7 novembre         |
| 2004  | Hans Schabus | Das Rendezvousproblem | 20 novembre - 16 janvier 2005     |
| 2005  | Jake + Dinos Chapman | Explaining Christians to Dinosaurs | 29 janvier - 28 mars              |
| 2005  | Diverse | Konstruktive Provokation - Neues Bauen in Vorarlberg | 5 février - 28 mars               |
| 2005  | Rachel Whiteread | Walls, Doors, Floors and Stairs | 9 avril - 29 mai                  |
| 2005  | Roy Lichtenstein | Klassik des Neuen-Classic of the New | 12 jui - 9 septembre              |
| 2005  | Siegrun Appelt | 288 kW | 9 juillet - 4 septembre           |
| 2005  | Diverse | Tu Felix Austria… Wild at Heart | 9 juillet - 4 septembre           |
| 2005  | Janet Cardiff & George Bures Miller | The Secret Hotel | 26 novembre - 15 janvier 2006     |
| 2006  | Jean-Marc Bustamante | -beautifuldays- | 29 janvier - 19 mars              |
| 2006  | gelitin | Chinese Synthese Leberkäse | 13 avril - 28 mai                 |
| 2006  | Michael Craig-Martin | Signs of Life | 10 juin - 13 août                 |
| 2006  | Tino Sehgal | | 17 août - 24 septembre            |
| 2006  | Gottfried Bechtold | Reine und gemischte Zustände | 1er octobre - 19 novembre         |
| 2006  | Cindy Sherman | | 2 décembre - 28 janvier 2007      |
| 2007  | Marcel Duchamp, Gerhard Merz, Damien Hirst, Jeff Koons                                                                                               | Re-Object | 18 février - 13 mai               |
| 2007  | Joseph Beuys, Matthew Barney, Douglas Gordon, Cy Twombly                                                                                             | Mythos | 2 juin - 9 septembre              |
| 2007  | Peter Zumthor | Bauten und Projekte 1986 - 2007 | 29 septembre - 9 janvier 2008     |
| 2008  | Maurizio Cattelan | | 2 février - 24 mars               |
| 2008  | Carsten Höller | Carrousel | 12 avril - 1er juin               |
| 2008  | Richard Serra | Drawings-Work Comes Out of Work | 14 juin - 14 septembre            |
| 2008  | Jan Fabre | From the Cellar to the Attic-From the Feet to the Brain | 27 septembre - 25 janvier 2009    |
| 2009  | Markus Schinwald | Vanishing Lessons | 14 février - 13 mars              |
| 2009  | Lothar Baumgarten | Seven Sounds/Seven Circles | 25 avril - 21 juin                |
| 2009  | Antony Gormley | | 13 juillet - 4 octobre            |
| 2009  | Tony Oursler | Lock 2,4,6 | 24 octobre - 17 janvier 2010      |
| 2010  | Candice Breitz | The Scripted Life | 6 février - 11 avril              |
| 2010  | Roni Horn | Well and Truly | 24 avril - 4 juillet              |
| 2010  | Cosima von Bonin | The Fatigue Empire | 18 juillet - 3 octobre            |
| 2010  | Raumlabor Berlin | Bye Bye Utopia | 18 juillet - 3 octobre            |
| 2010  | Harun Farocki | Weiche Montagen/ Soft Montages | 23 octobre - 9 janvier 2011       |
| 2010  | Antony Gormley | Horizon Field | août 2010 - avril 2012            |
| 2011  | Haegue Yang | Arrivals | 22 janvier - 3 avril              |
| 2011  | Michal Heiman, Hannah Hurtzig, Katrin Mayer | KUB-Arena: Living Archives-Kooperation Musée Van Abbe | 22 janvier - 3 avril              |
| 2011  | Diverse | So machen wir es. Techniken und Ästhetik der Aneignung. Von Ei Arakawa bis Andy Warhol/ That's the way we do it. The Techniques and Aesthetics of Appropriation. From Ei Arakawa to Andy Warhol | 16 avril - 3 juillet              |
| 2011  | Yona Friedman und Eckhard Schulze-Fielitz | KUB-Arena | 16 avril - 3 juillet              |
| 2011  | Ai Weiwei | Art / Architecture | 16 juillet - 16 octobre           |
| 2011  | Diverse | KUB-Arena: Anfang Gut. Alles Gut. / Beginning good. All good. | 16 juillet - 16 octobre           |
| 2011  | Valie Export | Archiv | 29 octobre - 22 janvier 2012      |
| 2011  | Theaterprojekt: International Institute of Political Murder (IIPM) Berlin                                                                            | KUB-Arena: Hate Radio | 29 octobre - 22 janvier 2012      |
| 2012  | Yvonne Rainer | Raum, Körper, Sprache | 4 février - 9 avril               |
| 2012  | Diverse | KUB-Arena: Bleibender Wert? Kooperation >springerin< | 4 février - 9 avril               |
| 2012  | Danh Vō | Vô Danh | 21 avril - 24 juin                |
| 2012  | Ulrike Müller (en) | KUB-Arena: Herstory Inventory: 100 feministische Zeichnungen von 100 KünstlerInnen / 100 feminist drawings by 100 artists                                                                       | 21 avril - 24 juin                |
| 2012  | Peter Zumthor | Architekturmodelle Peter Zumthor / Architectural Models by Peter Zumthor | 2012 - 2013                       |
| 2012  | Ed Ruscha | Reading Ed Ruscha | 7 juillet - 14 octobre            |
| 2012  | Diverse | KUB-Arena: Sommerakademie. Kunst und Ideologiekritik nach 1989 | 24 septembre - 30 septembre       |
| 2012  | Florian Pumhösl | Räumliche Sequenz | 26 octobre - 20 janvier 2013      |
| 2012  | Diverse | KUB-Arena: Nairobi - A State of Mind, Coopération Goethe-Institut Nairobi, Kenya | 26 octobre - 20 janvier 2013      |
| 2013  | Diverse | Love is Colder than Capital | 2 février - 14 avril              |
| 2013  | Andy Warhol | KUB-Arena: Andy Warhol - Fifteen Minutes of Fame | 2 février - 14 avril              |
| 2013  | Wade Guyton, Guyton\Walker, Kelley Walker | Wade Guyton, Guyton\Walker, Kelley Walker | 27 avril - 30 juin                |
| 2013  | Diverse | KUB-Arena: On the Move. European Kunsthalle at the KUB Arena | 27 avril - 30 juin                |
| 2013  | Gabriel Orozco | Natural Motion | 13 juillet - 6 octobre            |
| 2013  | Diverse | KUB-Arena: Back to the Future. A Week in Summer of Art, Films, and Music | 5 août - 11 août                  |
| 2013  | Barbara Kruger | | 19 octobre - 12 janvier 2014      |
| 2013  | Dora Garcia | KUB-Arena: Dora Garcia | 19 octobre - 12 janvier 2014      |
| 2014  | Pascale Marthine Tayou | I love you! | 25 janvier - 27 avril             |
| 2014  | Gerry Bibby\Juliette Blightman | KUB Arena: Gerry Bibby\Juliette Blightman | 25 janvier - 27 avril             |
| 2014  | Maria Eichhorn | Maria Eichhorn | 10 Mai- 6 juillet                 |
| 2014  | Sung Hwan Kim\dogr | KUB Arena: Sung Hwan Kim\dogr – I will dress you, howl bowel owl | 10 Mai- 6 juillet                 |
| 2014  | Richard Prince | It’s a Free Concert | 19 juillet - 5 octobre            |
| 2014  | Diverse | KUB Arena: Sommerfestival – Vom Werden und Sein | 19 juillet - 5 octobre            |
| 2014  | Jeff Wall | Tableaux Pictures Photographs 1996–2013 | 18 octobre - 11 janvier           |
| 2014  | Hannah Weinberger | KUB Arena: Hannah Weinberger | 18 octobre - 11 janvier           |
| 2015  | Rosemarie Trockel | Märzôschnee ûnd Wiebôrweh sand am Môargô niana më | 24 janvier - 6 avril              |
| 2015  | Trix und Robert Haussmann | KUB Arena: Trix und Robert Haussmann | 24 janvier - 6 avril              |
| 2015  | Berlinde De Bruyckere | The Embalmer | 18 avril - 5 juillet              |
| 2015  | Dexter Sinister | KUB Arena: Dexter Sinister | 18 avril - 5 juillet              |
| 2015  | Joan Mitchell | Retrospective. Her Life and Paintings | 18 juillet - 25 octobre           |
| 2015  | KAMP KAYA feat. KAYA | KUB Arena: Sommerprogramm KAMP KAYA feat. KAYA (Kerstin Brätsch, Debo Eilers & Kaya Serene) & Guests                                                                                            | 18 juillet - 25 octobre           |
| 2015  | Heimo Zobernig | Heimo Zobernig | 7 novembre - 10 janvier           |
| 2015  | Amy Sillman | KUB Arena: Amy Sillman | 7 novembre - 10 janvier           |
| 2016  | Susan Philipsz | Night and Fog | 30 janvier - 3 avril              |
| 2016  | Theaster Gates | Black Archive | 23 avril - 26 juin                |
| 2016  | Wael Shawky | | 16 juillet - 23 octobre           |
| 2016  | Lawrence Weiner | Wherewithal – Was es braucht | 12 novembre - 22 janvier          |
| 2017  | Rachel Rose | | 4 février - 17 avril              |
| 2017  | Adrián Villar Rojas | The Theater of Disappearance | 13 mai - 27 août                  |
| 2017  | Peter Zumthor | Dear to Me (Zumthors Welt) | 16 septembre - 7 janvier          |
| 2018  | Simon Fujiwara | Hope House | 27 janvier - 8. avril             |
| 2018  | Mika Rottenberg | | 21 avril - 1 juillet              |
| 2018  | David Claerbout | | 4 juillet - 7 octobre             |
| 2018  | Tacita Dean | | 20 octobre - 6 janvier            |
| 2019  | Ed Atkins | | 19 janvier 31 mars                |
| 2019  | Miriam Cahn | DAS GENAUE HINSCHAUEN | 13 avril - 30 juin                |
| 2019  | Thomas Schütte | | 13 juillet - 6 octobre            |
| 2019  | Raphaela Vogel | Bellend bin ich aufgewacht | 19 octobre - 6 janvier            |
| 2020  | Bunny Rogers | Kind Kingdom | 18 janvier - 13 avril             |
| 2020  | Helen Cammock, William Kentridge´s The Centre of the Less Good Idea, Annette Messager, Rabih Mroué, Markus Schinwald, Marianna Simnett, Ania Soliman | Unvergessliche Zeit | 5 juin - 30 août                  |
| 2020  | Peter Fischli | | 12 septembre - 29 novembre        |
| 2021  | Jakob Lena Knebl, Ashley Hans Scheirl | Seasonal Greetings | 12 décembre - 5 avril             |
| 2021  | Pamela Rosenkranz | House of Meme | 17 avril - 4 juillet              |
| 2021  | Anri Sala | | 17 juin - 10 octobre              |
| 2021  | Otobong Nkanga | | 23 octobre - 6. février 2022      |
| 2022  | Dora Budor | Continent | 19 mars - 26 juin                 |
| 2022  | Jordan Wolfson | | 16 juillet - 9 octobre            |
| 2022  | Anna Boghiguian | | 22 octobre 2022 - 33 janvier 2023 |
| 2023  | Valie Export | | 4 mars - 10 avril                 |
| 2023  | Monira Al Qadiri | | 12 avril - 2 juillet              |
| 2024  | Anne Imhof | Wish You Were Gay | 8 Juin - 22 septembre 24          |